# Scelochilus
Scelochilus es un género de orquídeas. Tiene 53 especies.

## Evolución, filogenia y taxonomía
Fue propuesto por Klotzsch en Allgemeine Gartenzeitung 9: 261 en 1841, describiendo Scelochilus ottonis Klotzsch, que es su especie tipo. 

## Etimología
El nombre del género se refiere a las estructuras presentes en las orillas del labelo corniforme de sus flores.

## Distribución
Scelochilus, incluido entre ellos el género Neokoehleria considerado un sinónimo, está formado por unas cincuenta especies de pequeño tamaño de hábito epífitas y de crecimiento cespitoso. Vegetativamente es muy similar Comparettia. Se distribuye desde el sur de México en los bosques  de Bolivia en alturas de hasta 2700 metros, sobre todo en las zonas más o menos frescas, tres de ellos registrados en el Brasil.

## Descripción
Presenta pseudobulbos estrechos, con una sola hoja aplanada horizontalmente en la base no imbricadas. Desde la base de pseudobulbos surge la inflorescencia más larga que las hojas, erecta o arqueada, racemosa con pocas o varias flores de tamaño medio en relación con el tamaño de la planta, más o menos agrupadas al final. A primera vista la inflorescencia recuerda la vieja Stenocoryne, considerada como parte de Bifrenaria.

## Especies deScelochilus
- Scelochilus amboroensis  R.Vásquez & Dodson t. 2: 15 (1998)
- Scelochilus aureus  Schltr. (1923)
- Scelochilus auriculatus  Rchb.f. (1886)
- Scelochilus blankei  Senghas (1997)
- Scelochilus brevis  Schltr. (1912)
- Scelochilus campoverdei  D.E.Benn. & Christenson (1994)
- Scelochilus carinatus  Rolfe (1895)
- Scelochilus chiribogae  Dodson (1980)
- Scelochilus corydaloides  (Kraenzl.) Garay (1958)
- Scelochilus crucicornibus  Senghas  50: 183 (1998)
- Scelochilus delcastilloi  D.E.Benn. & Christenson : t. 567 (1998)
- Scelochilus denticulatus Garay
- Scelochilus embreei  Dodson (1980)
- Scelochilus equitans  (Schltr.) Dodson & M.W.Chase (1993)
- Scelochilus escobarianus  Senghas (1994)
- Scelochilus frymirei  Dodson (1980)
- Scelochilus gentryi  Dodson (1980)
- Scelochilus granizoi  Königer (1996)
- Scelochilus hauensteinii  Königer (1996)
- Scelochilus heterophyllus  Rchb.f. (1876)
- Scelochilus hirtzii  Dodson (1989)
- Scelochilus jamiesonii  Lindl. & Paxton (1852)
- Scelochilus janeae  Dodson & R.Vásquez (1989)
- Scelochilus kroemeri  R.Vásquez & Dodson (2001)
- Scelochilus langkastii  (Senghas) Dodson (2004)
- Scelochilus langlassei  Schltr. (1910)
- Scelochilus larae  Dodson & R.Vásquez (1989)
- Scelochilus latipetalus  C.Schweinf. (1945)
- Scelochilus limatamboensis  Dodson & R.Vásquez  (1989)
- Scelochilus luerae  Dodson (1980)
- Scelochilus markgrafii  (Friedrich) Dodson &M.W.Chase(1993)
- Scelochilus mirthae  Königer (2001)
- Scelochilus newyorkorum  R.Vásquez (2003)
- Scelochilus ottonis  Klotzsch (1841) - Typus Species
- Scelochilus pacensium  Senghas & Lef. (1994)
- Scelochilus palatinus  Senghas (2002)
- Scelochilus paniculatus  (C.Schweinf.) Dodson & M.W.Chase (1993)
- Scelochilus paraguaensis  Garay & Dunst. (1972)
- Scelochilus peruvianus  (Schltr.) Dodson & M.W.Chase (1993)
- Scelochilus portillae  Königer (1997)
- Scelochilus rauhii  (Senghas) Dodson & M.W.Chase (1993)
- Scelochilus romansii  Dodson & Garay (1982)
- Scelochilus rubriflorus  Senghas (1987)
- Scelochilus saccatus  (Poepp. & Endl.) Rchb.f. (1863)
- Scelochilus seegeri  Senghas (1993)
- Scelochilus serrilabius  C.Schweinf. (1970)
- Scelochilus sillarensis  Dodson & R.Vásquez (1989)
- Scelochilus stenochilus  (Lindl.) Rchb.f. (1863)
- Scelochilus topoanus  Dodson (1998)
- Scelochilus tuerckheimii  Schltr. (1911)
- Scelochilus tungurahuae  Dodson (1984)
- Scelochilus variegatus  Cogn. (1895)
- Scelochilus williamsii  Dodson (1989)